# 奈良地方裁判所

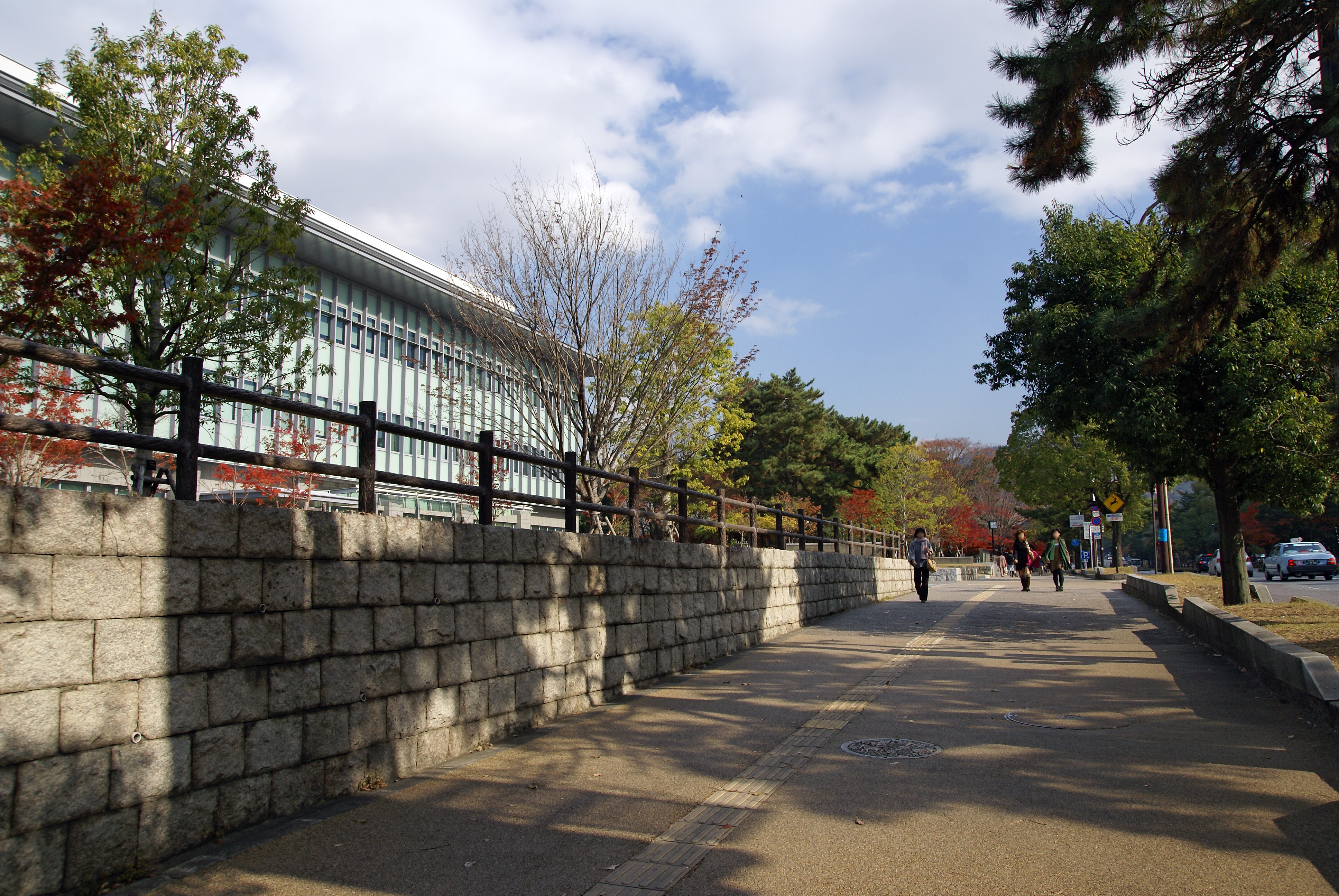
本庁は登大路に面する

奈良地方裁判所（ならちほうさいばんしょ）は、奈良県奈良市にある日本の地方裁判所の一つで、奈良県を管轄している。略称は、奈良地裁（ならちさい）。

## 概要
奈良県を管轄しており、奈良地方裁判所には奈良市に置かれている本庁のほか、大和高田市、五條市の2市に地方裁判所と家庭裁判所の支部を設置しているほか、前述の3箇所に宇陀市、吉野郡大淀町の2箇所を加えた5箇所に簡易裁判所を設置している。また奈良、葛城の2つの検察審査会も設置されている。
敷地は、興福寺一乗院が、かつてあった場所である。
また、奈良公園に近接しているために付近の道路は鹿の横断が多い。

## 所在地
- 本庁：奈良県奈良市登大路町35　北緯34度41分6.2秒 東経135度49分50.3秒 / 北緯34.685056度 東経135.830639度
近鉄奈良線 近鉄奈良駅1番出口から東方向へ約200m
- 葛城支部：奈良県大和高田市大字大中101-4　北緯34度30分57秒 東経135度44分10.5秒 / 北緯34.51583度 東経135.736250度
近鉄大阪線 大和高田駅から南西方向へ大和高田市役所の前まで徒歩約15分
JR和歌山線, 桜井線 高田駅西口から西方向へ徒歩約8分
- 五條支部：奈良県五條市新町3丁目3-1　北緯34度21分0.5秒 東経135度41分24.4秒 / 北緯34.350139度 東経135.690111度
JR和歌山線 五条駅から南西方向へ徒歩約20分

## 管轄
本庁
- 奈良市、大和郡山市、生駒市、天理市、桜井市、生駒郡、山辺郡

葛城支部
- 大和高田市、橿原市、香芝市、葛城市、御所市、宇陀市、北葛城郡、高市郡、磯城郡、宇陀郡、吉野郡（東吉野村）

五條支部
- 五條市、吉野郡（十津川村、野迫川村、大淀町、下市町、黒滝村、天川村、吉野町、川上村、上北山村、下北山村）

※ただし、行政事件は本庁で、五條支部管内の執行事件（不動産競売）、合議事件は葛城支部でそれぞれ取り扱う。

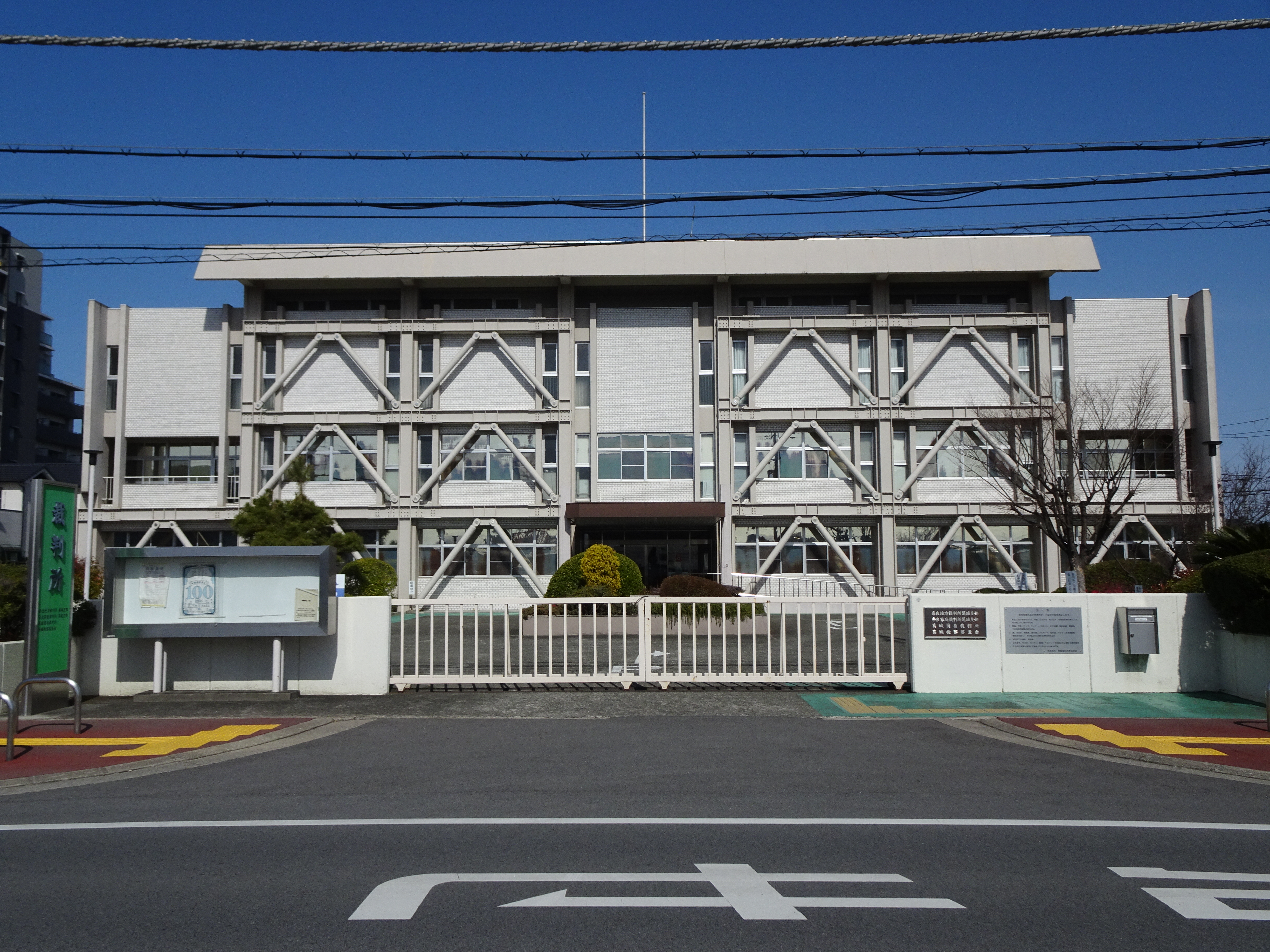
葛城支部
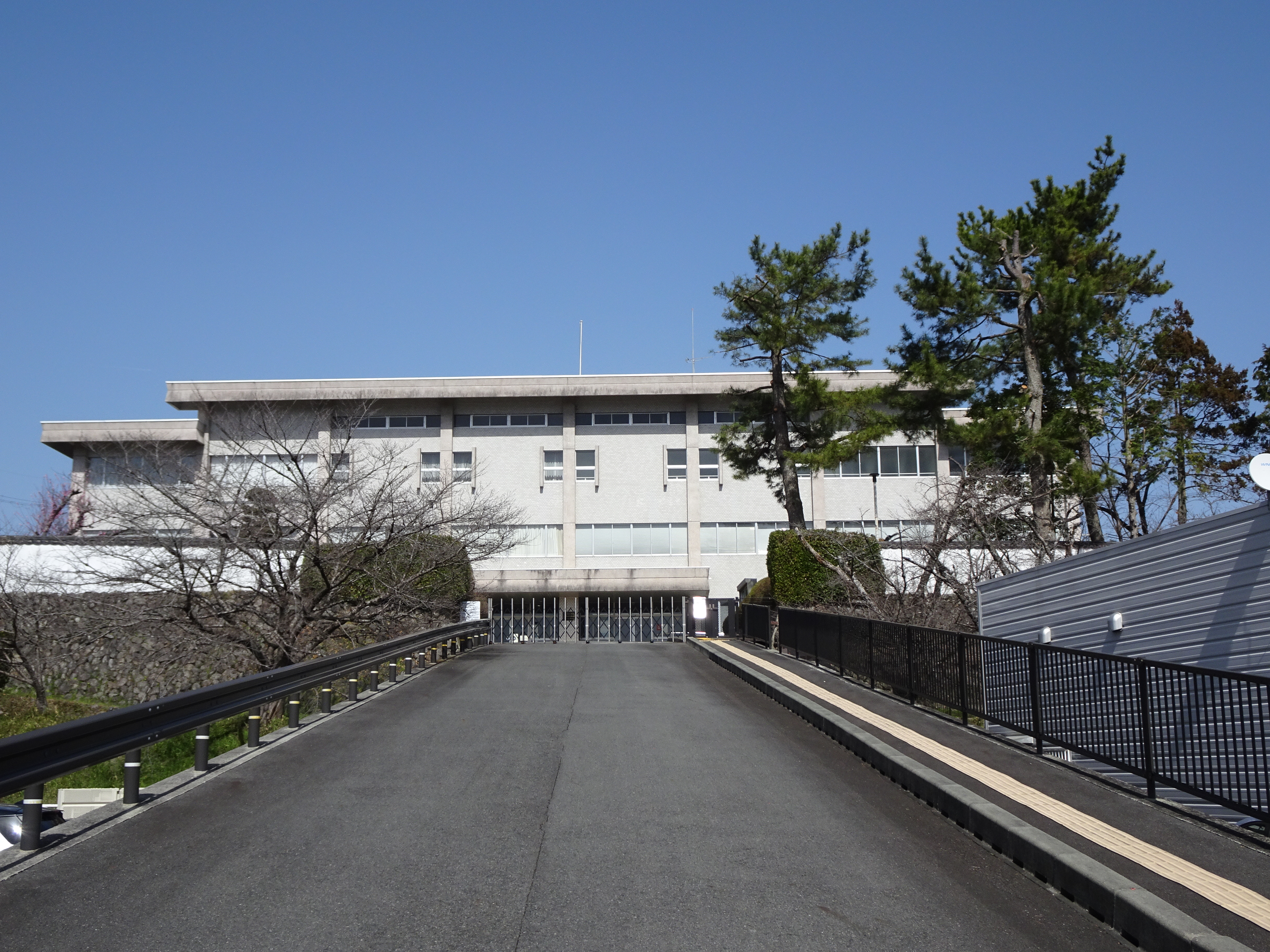
五條支部

## 歴代所長
（任期の後ろは後職）
- 金谷利廣（1991年 - 1993年9月 最高裁判所事務総長）
- 中田耕三（1993年9月 - ）
- 栗原宏武（1998年 - 2000年 大阪高等裁判所部総括判事）
- 中田昭孝（2000年3月 - 2001年1月 京都地方裁判所所長）
- 今井俊介（2001年1月 - 2003年1月 大阪高等裁判所部総括判事）
- 若林諒（2003年1月 - 2003年10月31日 大阪高等裁判所部総括判事）
- 中路義彦（2004年11月1日 - 2006年10月 大阪高等裁判所部総括判事）
- 前田順司（2006年10月 - 2008年10月 神戸地方裁判所長）
- 上垣猛（2008年10月 - 2010年2月 大阪高等裁判所部総括判事）
- 田中澄夫（2010年2月 - 2011年8月 大阪高等裁判所部総括判事）
- 上田昭典（2011年8月 - 2014年1月 定年退官）
- 中川博之（2014年1月 - 2015年11月 大阪高等裁判所部総括判事）
- 稲葉重子（2015年11月 - 2017年4月 大阪高等裁判所部総括判事）
- 小西義博（2017年4月 - 2018年11月 京都地方裁判所所長）
- 大島眞一（2018年11月 - 2020年2月 大阪高等裁判所部総括判事）
- 森純子 (2020年2月 - 2021年6月大阪家庭裁判所所長)
- 田中健治 (2021年6月 - )

## 主な出来事
- 2023年（令和5年）6月12日 - 安倍晋三銃撃事件の公判前整理手続当日、担当者宛に不審物が送付されてきた。危険物の可能性があるとして職員らが一時屋外に退避、公判前整理手続は延期された[1]。